# Dolina Wkry
Dolina Wkry este o arie protejată (sit de importanță comunitară — SCI) din Polonia întinsă pe o suprafață de 24,7 ha, integral pe uscat.

## Localizare
Centrul sitului Dolina Wkry este situat la coordonatele 52°29′39″N 20°41′24″E / 52.4941°N 20.6901°E.

## Înființare
Situl Dolina Wkry a fost declarat sit de importanță comunitară în aprilie 2004 pentru a proteja 2 specii de animale.

## Biodiversitate
Situată în ecoregiunea continentală, aria protejată conține 3 habitate naturale: Râuri cu maluri nămoloase cu vegetație de Chenopodion rubri p.p. și Bidention p.p., Păduri de stejar și carpen Galio-Carpinetum, Păduri mixte riverane de Quercus robur, Ulmus laevis și Ulmus minor, Fraxinus excelsior sau Fraxinus angustifolia, de-a lungul marilor râuri (Ulmenion minoris).
La baza desemnării sitului se află mai multe specii protejate de  mamifere (2): castor (Castor fiber), vidră de râu (Lutra lutra).